# Compromiso por Puebla
Compromiso por Puebla (CPP) fue un partido político local del estado de Puebla, México, con registro de 2012 a 2021. El partido se consideró a sí mismo como «centro izquierda» con una ideología progresista. En las elecciones estatales de 2021 perdió su registro como partido político al no alcanzar el 3% de la votación.

## Resultados electorales

### Gobernador
|  | 4.03 % |

|  | 45.19 % |

|  | 3.88 % |

|  | 38.14 % |

### Diputados locales
|  | 40.89 % |

|  | 2.61 % |

|  | 1.45 % |

### Ayuntamientos
|  | 38.86 % |

|  | 3.93 % |

|  | 2.24 % |